# Traité de Lausanne (1564)
Pour les articles homonymes, voir Traité de Lausanne.
 (novembre 2015).
Si vous disposez d'ouvrages ou d'articles de référence ou si vous connaissez des sites web de qualité traitant du thème abordé ici, merci de compléter l'article en donnant les références utiles à sa vérifiabilité et en les liant à la section « Notes et références ».
Le traité de Lausanne du 30 octobre 1564 est un document par lequel Emmanuel-Philibert de Savoie, duc de Savoie, renonce définitivement à ses possessions en terre vaudoise, la suzeraineté sur ce territoire passant à Berne.

## Origines du conflit entre le canton de Berne et le duc de Savoie
Le comte de Savoie Amédée VI obtient en 1365 de l'empereur du Saint-Empire romain germanique Charles IV l'avouerie impériale sur l'Helvétie occidentale et les contrées environnantes. Le 19 février 1416, à Genève, l'empereur Sigismond Ier érige le comté de Savoie en duché à la demande d'Amédée VIII et confirme l'avouerie. Amédée VIII avait acheté le comté de Genève en 1402. Cette confirmation des droits du duc de Savoie, comte de Genève, oblige la ville à ouvrir ses portes au duc représentant du Saint-Empire romain germanique. En conséquence les ducs de Savoie vont résider de plus en plus à Genève.
Devenu duc en 1504, Charles II ou III va chercher à s'emparer de la souveraineté dans la ville. Pour se défendre, Besançon Hugues décide les Genevois à conclure un traité de combourgeoisie avec le canton de Fribourg, le 6 février 1519. Le duc ayant réunit une armée de 8 000 soldats menace d'attaquer Genève qui doit renoncer à ce traité. Le duc entre dans la ville mais Besançon Hugues va à Fribourg pour obtenir que la ville intervienne avec les Ligues, mais Genève intervient pour arrêter cette intervention. Les troupes savoyardes quittent la ville. En 1520, la diète de Soleure demande au duc de Savoie de respecter les libertés de Genève. En 1522, Besançon Hugues est nommé capitaine général de Genève. Il appuie la faction indépendantiste du Grand Conseil de Genève mais les troupes savoyardes occupent Genève en septembre 1525 obligeant Besançon Hugues à s'enfuir à Fribourg. Dès 1526, les marchands allemands propagent la Réforme luthérienne à Genève. Le 8 février 1526, les Genevois s'opposant au duc concluent un traité avec le canton de Fribourg et le canton de Berne. Pour aider le duc de Savoie à reprendre la souveraineté sur Genève, une association chevaleresque secrète est fondée en 1527, la confrérie de la Cuillère composée de nobles du Pays de Vaud, du Chablais, du Faucigny et du Pays de Gex. Les membres de cette confrérie vont piller et dévaster les environs de Genève, soumettant Genève à quasi blocus économique. Genève est protégée par les Bernois et les Fribourgeois. Le 2 janvier 1529, François de Pontverre, sieur de Ternier, un des fondateurs de la confrérie de la Cuillère est reconnu à Genève et tué. Les membres de la confrérie décident de se venger. Grâce à la participation d'envoyés de Berne, Fribourg, Zurich et Bâle, une conférence réunie à Saint-Julien permet d'établir une trêve entre le duc de Savoie et Genève, le 10 mars 1529, dont Berne et Fribourg sont les garants, mais les chevaliers de la Cuiller continuent leurs exactions avec l'appui du duc. Dans la nuit du 25 mars 1529, plusieurs centaines d'hommes viennent avec des échelles et des cordes pour escalader les murailles de Genève avec l'appui financier de l'évêque de Genève. Les Genevois prévenus les dispersent. Berne, Fribourg et Soleure décident le 8 octobre 1530 d'envoyer 10 000 soldats, dont 7 000 Bernois, pour protéger Genève. Elles entrent dans la ville le 10 octobre 1530. Ces troupes brûlent les châteaux des membres de la confrérie de la Cuillère se trouvant dans le Pays de Vaud. Des conférences s'ouvrent de nouveau à Saint-Julien par l'entremise de dix cantons, Zurich, Lucerne, Uri, Schwytz, Unterwald, Glaris, Zoug, Soleure, Bâle et Schaffhouse, avec la participation de la ville de Saint-Gall et du Valais, une paix est signée le 19 octobre 1530 entre le duc de Savoie, les cantons de Berne et Fribourg et la ville de Genève. Le duc doit payer une indemnité de 7 000 écus à Berne, Fribourg et Genève. Le duc doit céder ses droits féodaux sur le Pays de Vaud à Berne et Fribourg en garantie de la paix et l'évêque de Genève Pierre de La Baume doit quitter la ville. L'alliance entre Berne, Fribourg et Genève est confirmée. La Réforme protestante se développe à Genève. Berne exige la liberté de prêcher la Réforme dans toutes les villes où ses troupes interviennent. 
Protégé par Berne, Guillaume Farel vient à Genève le 3 octobre 1532 et se présente au grand vicaire comme « envoyé de Dieu », provoquant une opposition violente des prêtres et des chanoines. Il y a déjà 400 réformés en 1533. Le premier culte protestant est célébré le Vendredi Saint de 1533. En décembre 1533, Guy Furbity, moine dominicain du couvent de Montmélian, vient prêcher à Genève. Berne réclame l'arrestation de Furbity. Fribourg intervient pour défendre les prédicateurs catholiques. Guy Furbity est arrêté et opposé à Guillaume Farel dans une dispute publique du 27 au 30 janvier 1534. Les Genevois découvrent chez le secrétaire épiscopal des documents aux armes ducales et des lettres patentes de l'évêque du 12 janvier 1534 nommant Pavillard de Friboug comme juge des crimes d'hérésie. Les Genevois vont se détourner rapidement de la foi catholique provoquant la rupture de l'alliance entre Genève et Fribourg qui est fermement catholique. Le 30 mars 1534, quatre députés fribourgeois rendent le traité d'alliance entre Fribourg et Genève et demandent à Genève de supprimer les sceaux de Fribourg sur la copie genevoise de ce traité. Le Grand Conseil de Genève interdit la messe le 10 août 1535.
Le 3 janvier 1536, les troupes du duc de Savoie investissent Genève. Berne, après avoir hésité, se décide d'entrer en guerre. Le 16 janvier, l'avoyer, le petit et grand conseil de Berne envoient une lettre de défi au duc lui reprochant de ne pas respecter ses engagements du traité de Saint-Julien signé en 1530 et déclarent la guerre au duc de Savoie. L'armée de Berne placée sous le commandement de Franz Maegueli se met en marche le 22 janvier. Le duc de Savoie n'ayant aucune troupe à lui opposer dans le Pays de Vaud, elle entre dans Genève le 2 février. Berne va occuper la partie du Chablais située entre la Dranse et Genève, avec Thonon. Les Valaisans se sont emparés de l'autre partie du Chablais entre la Dranse et leur territoire. Le 20 mars 1536 les Genevois s'embarquent sur quatre navires et le 26 mars les Bernois arrivent par la terre pour s'emparer du château de Chillon et délivrer les Genevois qui y sont enfermés. Les Bernois attaquent le château le lendemain et la garnison s'enfuit en profitant de la nuit. Tout le Pays de Vaud est sous le contrôle de Berne. Le 30 octobre, les Bernois ont pris possession du Pays de Gex. Dès mars 1536, Berne réorganise les territoires conquis en huit bailliages, dont le bailliage de Thonon, et envoie Guillaume Farel pour prêcher la Réforme dans le Chablais mais il y rencontre une opposition.

## Le duc de Savoie entre le roi de France et l'empereur du Saint-Empire romain germanique
Le duc Charles II était l'oncle du roi de France François Ier et le beau-frère de Charles Quint. Charles II essaie d'être neutre, il s'est rapproché de son beau-frère, l'empereur du Saint-Empire romain germanique, après la paix de Cambrai. François Ier réclame le retour de Chambéry et de Bourg-en-Bresse dans les diocèses de Grenoble et de Lyon qui en avaient été détachés par Léon X par deux bulles datées du 21 mai 1515. La création du diocèse de Chambéry va achopper. Celui de Bourg-en-Bresse ne va durer que jusqu'en 1534. Charles Quint n'est pas intervenu dans le conflit entre le duc et Genève. Après 1531, François Ier émet des prétentions sur le comté de Nice, Verceil, Savigliano, Moncalieri. La mort du duc de Milan François II Sforza fait renaître l'intérêt de François Ier pour le Milanais. Profitant de la conquête du Pays de Vaud par les Bernois, le roi réclame au duc de Savoie la Bresse, Nice et Asti. François Ier fait occuper la Bresse, le Bugey et la Savoie en 1536. Il ne reste plus au duc que Verceil, Aoste et Nice. Charles Quint oblige le duc de Savoie de ratifier les termes de la paix de Nice, ce qu'il fait le 21 novembre 1538, reconnaissant l'occupation française de ses territoires. Charles II meurt le 17 août 1553 sans avoir pu rentrer en possession de ses États. Son fils et successeur, Emmanuel-Philibert de Savoie, est nommé commandant en chef des armées impériales. François de Guise échoue à prendre Naples en 1556-1557. Les Espagnols et Emmanuel-Philibert de Savoie remportent la bataille de Saint-Quentin le 10 août 1557. François de Guise prend Calais aux Anglais le 8 janvier 1558. L'armée française est de nouveau battue à la bataille de Gravelins, le 13 juillet 1558. La paix de Cateau-Cambrésis est signée entre Henri II et Philippe II le 3 avril 1559. Par ce traité, Emmanuel-Philibert de Savoie rentre de droit en possession des États de son père occupés par la France. Cependant pour garantir l'application du traité, la France a conservé plusieurs villes (Turin, Quiers, Chivas, Villeneuve d'Asti et Savillan) jusqu'en 1562, Pignerol et la vallée de Pérouse jusqu'en 1574, et, à titre définitif l'escarton d'Oulx et le marquisat de Saluces. Emmanuel-Philibert se marie le 10 juillet 1559 avec  Marguerite de France, sœur du roi Henri II.

## Contexte

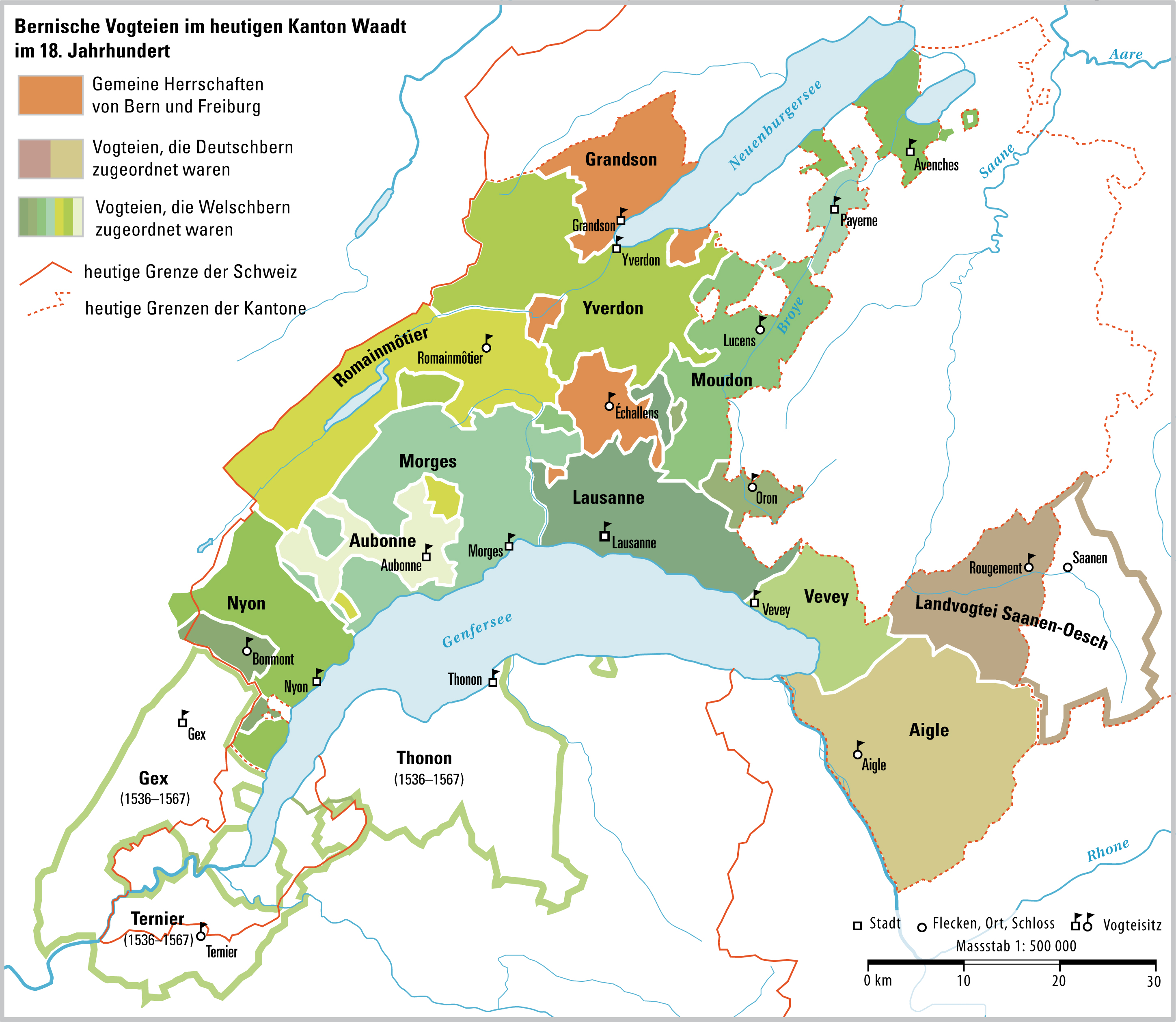
Carte des bailliages bernois occidentaux.

Emmanuel-Philibert de Savoie (1528-1580) obtient, avec les traités du Cateau-Cambrésis (1559), la restauration des États de Savoie. Il utilise ensuite la diplomatie afin de récupérer les bailliages de Thonon, de Gex et de Ternier-Gaillard, occupés depuis 1536 par les Bernois. 
Le traité de Lausanne est précédé par des discussions qui commencent à Bâle le 25 avril 1563 et par le traité de Nyon, signé le 1er mai 1564 qui reconnaît la liberté de religion. 
Le souverain savoyard accepte, en contrepartie, d'abandonner sa suzeraineté sur Genève et le pays de Vaud, ainsi que sur les quatre mandements d'Aigle, d'Ollon, de Bex et des Ormonts du gouvernement d'Aigle (comté puis duché de Savoie depuis le XIIIe siècle).